# Gare de Skien
La gare de Skien est une gare ferroviaire norvégienne de la commune de Skien.

## Situation ferroviaire
La gare est située dans la commune de Skien, comté du Telemark, et se trouve à 181,50 km d'Oslo.

## Histoire

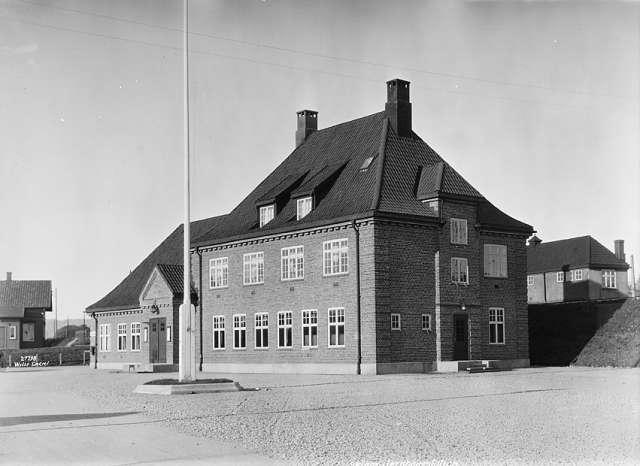
La gare en 1925.

Jusqu'en 1963, il y eut deux gares à Skien. La gare actuelle est appelée Skien nye stasjon i.e. la nouvelle gare car ouverte en 1917.Elle était le terminus de la ligne de Bratsberg.
L'autre gare, appelée Skien gamle stasjon i.e. l'ancienne gare fut ouverte en 1882 et était le terminus de la ligne du Vestfold. Elle fut fermée le 26 mai 1963 et obtint le 28 mai 1967 le statut de gare pour le transport de marchandises. Bien qu'elle ne soit plus concrètement utilisée, elle est toujours enregistrée comme gare portuaire.

## Service des voyageurs

### Accueil
La gare possède salle d'attente, automates, ascenseur, téléphone, aubette et parc à vélo.

### Desserte
La gare est un terminus de la ligne régionale R11 qui relie Skien à Oslo et Eidsvoll.
La gare est aussi desservie par des trains locaux de la ligne 52 reliant Notodden à Porsgrunn.

### Intermodalité
Des bus font la liaison avec le centre-ville situé à 1 km à raison de 4 bus par heure. De nombreux bus locaux desservent également la gare